# Nikolaj Khomeriki
Nikolaj Khomeriki (russisk: Никола́й Фе́ликсович Хомери́ки) (født 17. april 1975 i Moskva i Sovjetunionen) er en russisk filminstruktør og manuskriptforfatter.

## Filmografi
- 977 (977, 2006)[2][3]
- Skazka pro temnotu (Сказка про темноту, 2009)
- Isbryderen (Ледокол, 2016)
- Selfie (Селфи, 2018)
- Belyj sneg (Белый снег, 2021)